# 球菌
球菌是任何具有球形、卵形或大致圆形的细菌或古细菌。细菌根据其形状分为三类：球菌（球形）、芽孢杆菌（杆状）和螺旋菌（其中还分为两种类型：螺旋菌和螺旋体）。球菌是指细菌的形状，可以包含多个属，例如葡萄球菌或链球菌。 球菌可以成对、成链或成簇生长，这取决于它们在细胞分裂过程中的方向和附着位置。球菌与许多杆状细菌不同，大多数球菌没有鞭毛并且不能移动。
英文里的Cocci是现代或新拉丁名词的借词，它又源于希腊语阳性名词，意思是“浆果”。

## 结构
球菌的细胞壁结构可能在革兰氏阳性（厚肽聚糖层）和革兰氏阴性（薄肽聚糖层）之间产生变化。当球菌生活在宿主生物体中时，球菌可以是致病的（例如链球菌）、共栖的或互利共生的。

## 革兰氏阳性球菌
革兰氏阳性球菌是一大群形态相似的松散细菌，所有都是球形或接近球形，但它们的大小差异很大。一些属的成员可以通过细胞相互连接的方式来识别对方：在口袋中，在链中，或像葡萄一样的簇。这些排列反映了细胞分裂和细胞粘连在一起的模式。例如，八叠球菌细胞排列成立方体包，因为细胞分裂是在三个垂直平面之间有规律地交替。链球菌属就像一串珠子，因为分裂总是发生在同一平面上。其中一些字符串，例如肺炎链球菌，只有两个细胞长，因此它们被称为双球菌。葡萄球菌属是没有规则的平面，它们会形成葡萄状结构。
各种革兰氏阳性球菌在生理和栖息地方面各不相同。微球菌属是栖息在人体皮肤上的专性需氧菌。葡萄球菌属也栖息于人体皮肤，但它们是兼性厌氧菌。他们发酵糖，产生乳酸作为最终产品。 这些物种中有许多会产生类胡萝卜素色素，从而将它们的菌落染成黄色或橙色。金黄色葡萄球菌是一种主要的人类病原体。它几乎可以感染身体的任何组织，通常是皮肤。

## 安排
球菌可能以单细胞形式出现或在细胞分裂后保持附着。 那些保持附着的球菌可以根据细胞排列分类：
- 双球菌是成对的球菌（例如肺炎链球菌和淋球菌）
- 链球菌是球菌链（例如化脓性链球菌）。
- 葡萄球菌是不规则（葡萄状）的球菌群（例如金黄色葡萄球菌）。
- 四分体是排列在同一平面内的四个球菌群（例如微球菌属）。
- 八叠球菌属是一种细菌，存在于八个球菌的立方体排列中（例如胃八叠球菌）。